# Алемар
Банк «Алемар» — бывший российский банк. Входил в список двухсот крупнейших банков страны по общей сумме активов и депозитов физических лиц. Занимал 2-е место среди банков Новосибирска по рейтингу сайта bankir.ru. Основными акционерами банка являлись фирмы ЗАО «Лимброк» и ЗАО «Интеграл». Более 16 % акций банка принадлежало РАО ЕЭС.
Банк имел 15 отделений по территории России. В 2007 году «Алемар» получил премию «За успешное развитие бизнеса в Сибири» и статус «Надёжного партнёра» от той же организации. В том же году банк получил премию от III Национальной банковской премии, учрежденной Ассоциацией российских банков и Национальным Банковским Журналом, став победителем в номинации «Лучший региональный Банк».

## История
Банк начал свою работу с 17 июня 1993 года в Новосибирске, осуществляя расчетно-кассовое обслуживания промышленных предприятий города. Помощь в открытии банка оказала администрация Новосибирской области, в основном, Леонидом Меламедом, первым заместителем председателя правления РАО ЕЭС.
В следующем году была введена система электронных платежей «Клиент-банк», а также вексельная программа банка. После 1998 года банк был вынужден развить филиальную деятельность.
С 2001 года банк стал предоставлять услугу в виде аренды ячеек банковского сейфа, а в декабре того же года была осуществлена первая инкассация денежных средств. В 2002 году у банка появились два дополнительных офиса, в Москве и Кемерово. С января 2003 года стали осуществляться операции по картам VISA, с возможностью выдачи пластиковых карт клиентам с собственным логотипом.
С 2004 года банк был принят в систему обязательного страхования вкладов под номером 154, став 39-м банком Российской федерации, осуществляющим выплаты страхового возмещения и расчеты с кредиторами первой очереди.
В 2005 году головной офис был перенесён в Москву. В том же году банк вошёл в число акционеров «Новосибирскэнерго», купив более 5 % акций компании.
В 2008 году был открыт третий по счёту филиал — в городе Оренбурге. В том же году появились слухи о продаже контрольного пакета акций Алемара НОМОС-БАНКу, однако они не подтвердились. Причиной этого стало вложение средств банка в государственные ценные бумаги, которые резко упали в цене.
30 января 2009 года «Алемар» и компания ЦФТ подписали договор о предоставлении «Алемару» информационного комплекса ЦФТ-Банк.
В сентябре 2009 года банк, путём дополнительной эмиссии акций, увеличил размер уставного капитала более чем на 35 % — до 1,121 млрд рублей.
В феврале 2010 года было принято решение о объединении Банка «Алемар» с «Межтопэнергобанком». После чего последовала «волна» увольнений сотрудников банка. Единственными незатронутыми частями остались Управление Процессинга, занимающееся процессированием собственных пластиковых карт, и отдел работы с филиалами, сохранённый до конца календарного года.
Главный акционер «Алемара», Леонид Меламед, отдал банк, как часть выплаты кредита, который он получил от руководства «Межтопэнергобанка». Игорь Меньшенин, руководивший операцией по кредитованию Меламеда, впоследствии был назначен генеральным директором «Алемара».